# Kazet (album)
 (mars 2025).
Si vous disposez d'ouvrages ou d'articles de référence ou si vous connaissez des sites web de qualité traitant du thème abordé ici, merci de compléter l'article en donnant les références utiles à sa vérifiabilité et en les liant à la section « Notes et références ».
Kazet est un album de 2006 du groupe de mbaqanga sud-africain Mahotella Queens. L'album est une compilation d'enregistrements faite en Afrique du Sud et en France. Il comprend l'hymne national sud-africain « Nkosi Sikelel' iAfrika » en plus de nouvelles compositions telles que « Amazemula » (« Monstre »), « Nomshloshazana » (Le nom d'une femme), « Ubusuku Nemini » et des classiques comme « Kazet ».

## Liste des pistes
Les quatorze pistes de cet album sont :
1. "Amazemula" ("Monstre")
2. "Nomshloshazana" (Nom d'une femme)
3. "Hakenyake"
4. "Kazet"
5. « Muntu Wesilisa » (« Nous te parlons »)
6. "Ndodana Yolahleko"
7. "Kade Ulalaphi"
8. « Mbube » (« Le Lion »)
9. "Ubusuku Nemini" ("Nuit et Jour")
10. "Amabhongo"
11. "Thandanani" ("Aimez-vous les uns les autres")
12. "Ukhathazile" (nom d'une femme)
13. "Safa Yindlala" ("Ils sont morts de faim")
14. "Nkosi Sikelel' iAfrika" ("Que Dieu bénisse l'Afrique")